# Зелёные насаждения Перми

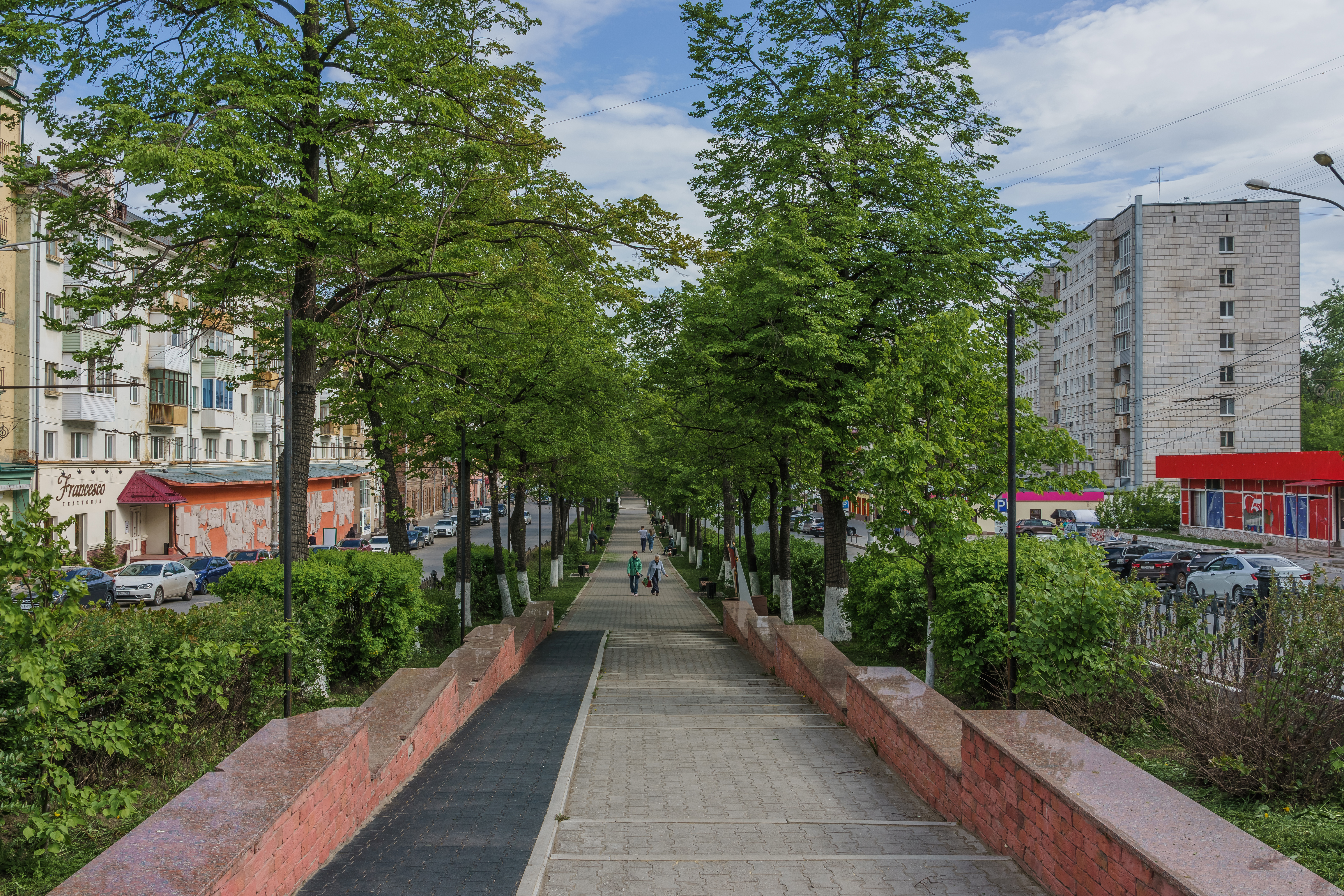
Комсомольский проспект

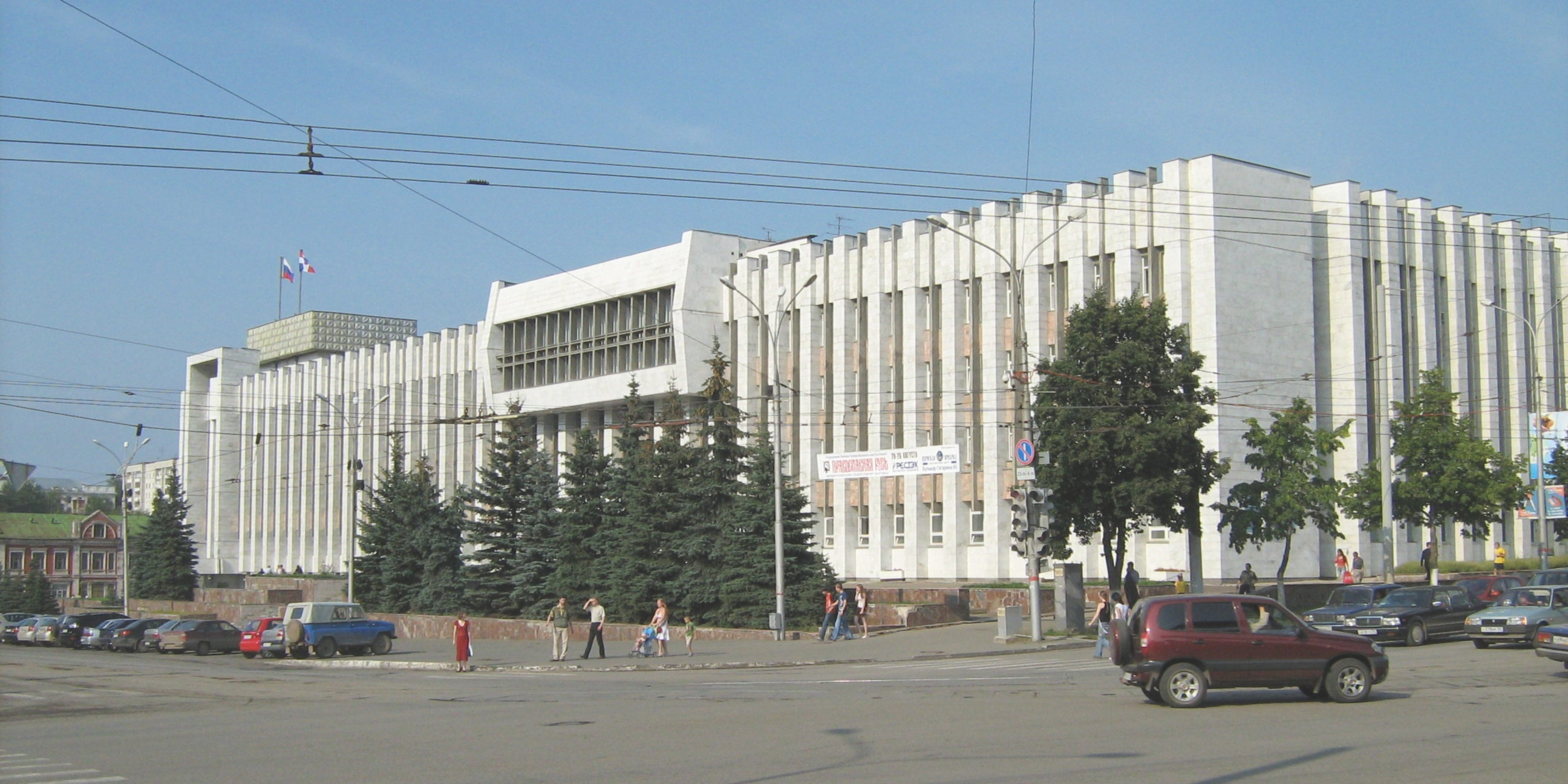
Ели у здания Культурно-делового центра

Площадь зелёных насаждений в Перми по состоянию на 2000 год составила:
| Категория зелёных насаждений                                                                       | Площадь  |
| -------------------------------------------------------------------------------------------------- | -------- |
| общего пользования (сады, парки, скверы, бульвары)                                                 | 751 га   |
| ограниченного пользования (внутри жилых кварталов, на территории школ, больниц, других учреждений) | 1 039 га |
| специального назначения (питомники, санитарно-защитные насаждения, кладбища и т. д.)               | 1 020 га |

В 2000 году по заказу администрации города Пермский государственный университет провёл инвентаризацию зелёных насаждений, которая охватила полностью Индустриальный и Ленинский районы, и частично — остальные районы города. Всего учтено 697 055 деревьев.
| Район             | Площадь, охваченная исследователями, га | Площадь древесных массивов, га | Общая длина аллей, км |
| ----------------- | --------------------------------------- | ------------------------------ | --------------------- |
| Дзержинский       | 2050                                    | 116,0                          | 64,4                  |
| Кировский         | 2032                                    | 210,9                          | 86,8                  |
| Мотовилихинский   | 3432                                    | 172,5                          | 88,4                  |
| Орджоникидзевский | 3394                                    | 245,3                          | 62,7                  |
| Свердловский      | 2888                                    | 214,5                          | 159,0                 |

| Район             | Общее количество деревьев | Преобладающие породы, %                                           | Кол-во старовозрастных деревьев | Кол-во деревьев, требующих замены |
| ----------------- | ------------------------- | ----------------------------------------------------------------- | ------------------------------- | --------------------------------- |
| Дзержинский       | 72302                     | Тополь — 20,03 Клён остролистный — 16,38 Клён ясенелистный — 12,9 | 4856 (6,71 %)                   | 948 (19,52 %)                     |
| Кировский         | 188497                    | Сосна — 29,37 Тополь — 26,12 Клён ясенелистный — 13,2             | 98374 (52,18 %)                 | 2322 (2,36 %)                     |
| Мотовилихинский   | 129888                    | Клён ясенелистный — 27,62 Тополь — 15,88 Ива — 14,05              | 13603 (10,47 %)                 | 1419 (10,43 %)                    |
| Орджоникидзевский | 101566                    | Тополь — 24,09 Берёза — 17,32 Клён ясенелистный — 13,02           | 1928 (1,89 %)                   | 1297 (67,27 %)                    |
| Свердловский      | 163945                    | Клён ясенелистный — 24,82 Ива — 15,94 Тополь — 13,18              | 6133 (3,74 %)                   | 642 (10,47 %)                     |
| Ленинский         | 13151                     | Клён ясенелистный — 30,22 Липа — 18,6 Тополь — 15,23              | 3283 (14,53 %)                  | 897 (27,32 %)                     |
| Индустриальный    | 27706                     | Тополь — 36,99 Клён ясенелистный — 23,63 Берёза — 14,63           | 1911 (11,85 %)                  | 1748 (91,47 %)                    |

Администрация города предпринимает усилия по его озеленению. С 1999 года проводится акция «Зелёная стена», цель которой — увеличение числа зелёных насаждений. Акция реализуется силами ОТОСов, школьников, волонтёров.